# 1791 في فرنسا
فيما يلي قوائم الأحداث التي وقعت خلال عام 1791 في فرنسا.

## سياسة

### انتهاء فترة المنصب
- 30 سبتمبر – اشيل بيار ديونيسوس دو سيجور نائب فرنسي.
- 30 سبتمبر – جاك فرانسوا مينو نائب فرنسي.
- 18 نوفمبر – جان سيلفان بايي رئيس بلدية [الإنجليزية]‏، عمدة باريس [الإنجليزية]‏.

## مواليد

### فبراير
- 16 فبراير – كلود بوييي فيزيائي فرنسي.

### مارس
- 6 مارس – بول لوي برنار دراش

### سبتمبر
- 26 سبتمبر – تيودور جيريكو رسام فرنسي.

### أكتوبر
- 23 أكتوبر – أليكساندر لو كلارك عسكري فرنسي.

### نوفمبر
- 9 نوفمبر – شارل أودينو

### ديسمبر
- 24 ديسمبر – أوجين سكرايب

## وفيات

### أبريل
- 2 أبريل – ميرابو (مواليد 1749)